# Кокошарник
Кокошарник (също и курник, от кур - петел) е малка постройка, в която се отглеждат кокошки и други домашни птици. Тя е сравнително примитивна, направена от няколко дъски, които заграждат вътрешната територия и специална телена мрежа, която загражда външната територия. Във вътрешността обикновено има подобни на гнездо полози (ед.полог) обикновено сандъчета със слама, където кокошките да снасят яйцата. Има и напречни пръчки, на която спят. Външната част може да има тревна площ, или да е покрита с материал, който позволява лесно почистване.
Температурата не бива да пада под + 8 °C и трябва да е сравнително сухо, защото кокошките не понасят висока влажност. Кокошарникът трябва да е построен така, че да не позволява достъпа на плъхове, невестулки, лисици, язовци и други опасни за тях животни. Той трябва да се чисти редовно, в противен случай кокошките може да се разболеят.
Кокошинка е основният паразит по домашните птици.